# Samsung Galaxy S7
Els telèfons Samsung Galaxy S7, el Samsung Galaxy S7 Edge i el Samsung Galaxy S7 Active són telèfons intel·ligents basats en Android fabricats, llançats i comercialitzats per Samsung Electronics . La sèrie del S7 és la successora dels Galaxy S6, S6 Edge, S6 Edge+ i S6 Active, llançats el 2015. L'S7 i l'S7 Edge es van presentar oficialment el 21 de febrer de 2016 durant una roda de premsa de Samsung al Mobile World Congress, i el llançament a Europa i Amèrica del Nord es va fer l'11 de març de 2016. L'S7 Active es va presentar el 4 de juny de 2016 i es va llançar a través d'AT&T als Estats Units el 10 de juny de 2016.
El Galaxy S7 és una evolució del model de l'any anterior, amb maquinari millorat, refinaments de disseny i la restauració de funcions eliminades al model Galaxy S6, com ara la certificació IP68 per a la resistència a l'aigua i la pols, així com l'emmagatzematge ampliable amb una targeta MicroSD . Aquest model succeeix a l'S6 i l'S6 Edge+, respectivament, i es produeix en un model estàndard amb una pantalla de 5.1 polzades, així com la variant Edge, la pantalla de la qual està corbada al llarg dels costats amples de la pantalla i també té una pantalla més gran, de 5.5 polzades. L'S7 Active presenta un marc més gruixut i robust, amb una major capacitat de la bateria. El Galaxy S7 i el S7 Edge són els dos últims telèfons de la sèrie Samsung Galaxy S que tenen un botó d'inici físic amb un sensor d'empremtes dactilars frontal integrat al botó. L'S7 Active és l'últim de la sèrie Active que inclou tres botons físics amb el botó d'inici integrat amb lector d'empremtes dactilars, si no tenim en compte el Galaxy Note 7, que va quedar prematurament descatalogat. És l'últim telèfon de la sèrie Samsung Galaxy S que està equipat amb un port microUSB, que des de llavors ha estat substituït per la tecnologia USB-C .
El successor del Samsung Galaxy S7 va ser el model S8, llançat a l'abril de 2017.

## Especificacions

### Maquinari

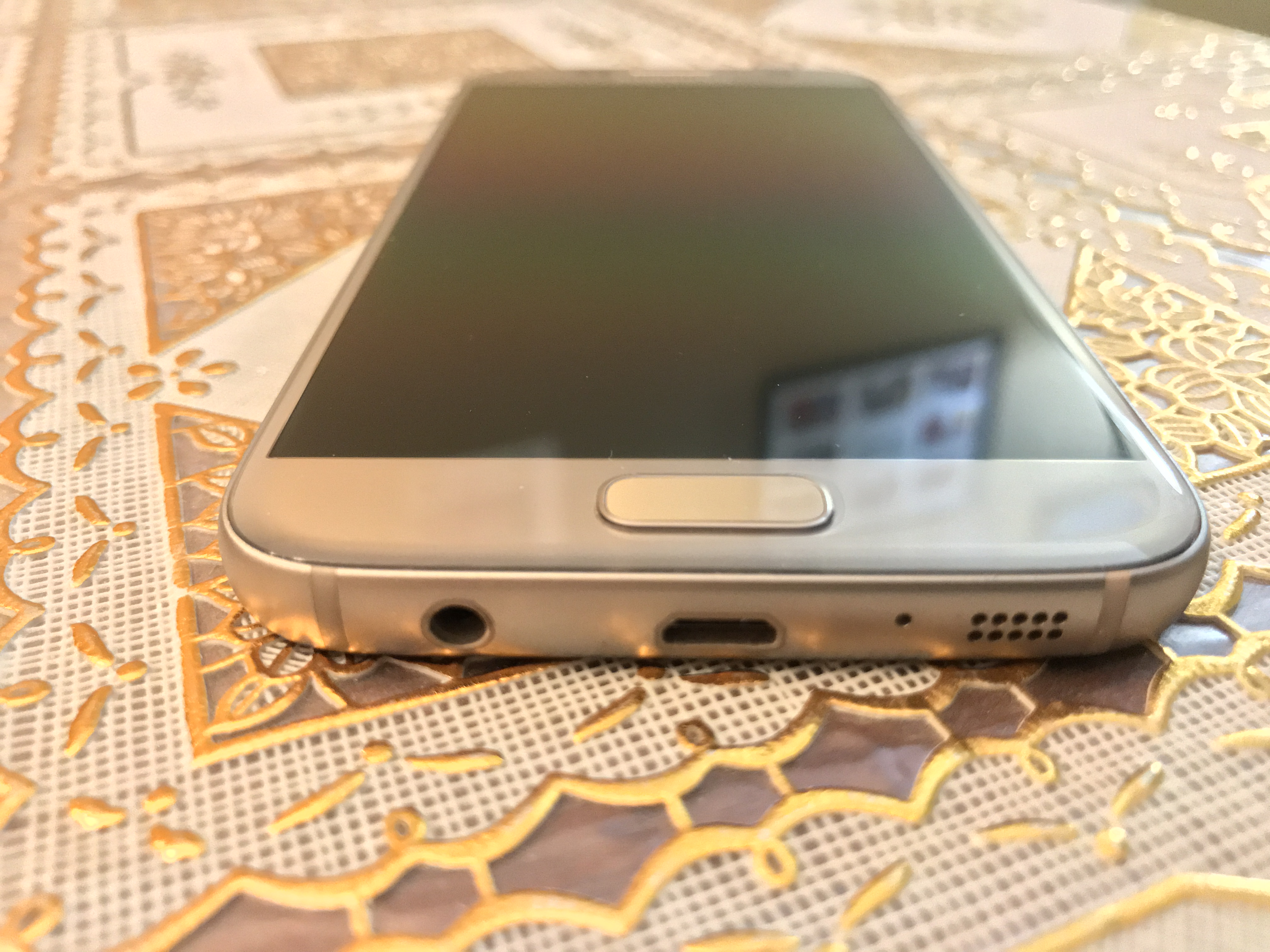
Galaxy S7 daurat que mostra el connector per a auriculars, el port micro USB 2.0, el micròfon i la reixeta de l'altaveu

#### Disseny
El disseny del maquinari del Galaxy S7 és en gran part el de l'S6. Samsung va eliminar el projector d'infrarojos integrat a causa de la baixa demanda. El dispositiu conserva el xassís de metall i vidre, però amb refinaments com ara un botó d'inici rectangular i una protuberància més baixa de la càmera. Tots dos models estan disponibles en colors negre i daurat; hi ha versions disponibles en blanc, rosa, blau i platejat segons el mercat. Com a soci olímpic mundial, Samsung va llançar edicions especials del Galaxy S7 Edge per als Jocs Olímpics d'estiu de 2016, amb una carcassa blau fosc i detalls de maquinari i programari inspirats en els colors dels anells olímpics . Els dispositius es van vendre en quantitats limitades en mercats seleccionats i es van donar als atletes que participaven als Jocs Olímpics d'estiu de 2016. A l'octubre de 2016, Samsung va anunciar una nova opció de color blau clar ("Blue Coral"), tal com s'oferia anteriorment al Galaxy Note 7, que ja havia estat retirat del mercat.
El Galaxy S7 Edge està equipat amb un programari que permet que la vora corba actuï com a regla, rellotge nocturn i diverses funcions de notificació visual, com ara la llum de notificació Edge per a trucades telefòniques i missatges entrants, del qual es pot seleccionar el color preferit per a cinc contactes. Hi ha una configuració addicional que permet ajustar la brillantor de la làmpada LED integrada quan s'utilitza com a llanterna entre cinc nivells de brillantor.

#### Resistència a l'aigua
L'S7, l'S7 Edge i l'S7 Active tenen la certificació IP68 de resistència a la pols i a l'aigua; a diferència del Galaxy S5, els ports estan segellats i, per tant, no requereixen solapes protectores.L'S7, l'S7 Edge i l'S7 Active presenten una pantalla Super AMOLED Quad HD de 1440p ; l'S7 i l'S7 Active tenen un panell de 5,1 polzades, mentre que l'S7 Edge utilitza un panell més gran de 5,5 polzades. Igual que amb el model anterior, la pantalla de l'S7 Edge està corbada al llarg dels bisells laterals del dispositiu.
El port de càrrega del Galaxy S7 està equipat amb un sensor d'humitat. Quan detecta humitat dins del port USB, la càrrega amb cable es desactiva per evitar danys a l'equip.

#### Bateries
Els tres models (S7, S7 Edge i S7 Active) tenen bateries més grans en comparació amb l'S6, amb 3000 mAh, 3600 mAh i 4000 mAh de capacitat respectivament, i compatibilitat amb els estàndards de càrrega sense fil AirFuel Inductive (anteriorment PMA) i Qi ; tanmateix, l'S7 utilitza càrrega MicroUSB i no USB tipus C.
Per a la càrrega amb cable, s'admet Qualcomm Quick Charge 2.0 amb fins a 15 watts. La càrrega sense fil és compatible amb 7,5 watts de potència efectiva mitjançant una placa de càrrega sense fil compatible amb Qi 1.2 connectada a un carregador USB Qualcomm Quick Charge 2.0.
Samsung afirma que el Galaxy S7 es pot carregar completament mitjançant càrrega ràpida amb cable i sense fil en 90 i 140 minuts respectivament, mentre que l'S7 edge en 100 i 160 minuts respectivament.
La càrrega ràpida està desactivada mentre el dispositiu està en funcionament.

#### Càmera
Els Galaxy S7 i S7 edge incorporen una càmera posterior de 12 megapíxels (4032×3024) amb tecnologia de sensor d'imatge "Dual Pixel" per a un enfocament automàtic més ràpid, i una lent amb obertura f/1.7.
Els vídeos a càmera lenta es graven amb HD de 720p a 240 fps, que és el doble de la velocitat de fotogrames que permeté el Galaxy S6 i el Galaxy Note 5. Per primera vegada en un dispositiu insígnia de Samsung, és possible la gravació de vídeo a càmera lenta a 240 fps. El metratge de 240 fps està codificat en temps real i gravat amb àudio.
El mode de ràfega millorat captura vint fotos a màxima resolució per segon fins a cent fotos per tirada. Altres configuracions permeten fins a trenta fotos per seqüència, en comparació amb les aproximadament vuit fotos per segon a l'anterior model S6.
La càmera ha estat elogiada pel seu excel·lent rendiment en condicions de poca llum.
Es poden capturar fotos durant l'enregistrament de vídeo a 1440p (30 fps) i 2160p (30 fps), mentre que el S6 només podia fer-ho fins a 1080p. Tanmateix, no es poden capturar fotos durant l'enregistrament de vídeo de 1080p a 60 fotogrames per segon.
El programari de la càmera del Galaxy S7 té un mode per a l'ajust manual dels paràmetres de funcionament, com ara l'exposició, la sensibilitat a la llum ISO, el balanç de blancs i el valor d'exposició . També es poden configurar paràmetres per a la gravació de vídeo. Tanmateix, la sensibilitat a la llum ISO i la configuració d'exposició estan bloquejades durant la gravació de vídeo. A més, la llanterna LED no es pot activar o desactivar durant la gravació de vídeo.

#### Processador
Els dispositius Galaxy S7 estan equipats amb un SoC Qualcomm Snapdragon 820 de quatre nuclis a les variants dels EUA o amb el SoC Samsung Exynos 8890 de vuit nuclis a la resta del mercat global. Les variants dels EUA admeten xarxes CDMA més antigues que els operadors d'allà utilitzen àmpliament. El processador es refreda amb un sistema de refrigeració per tub de calor de "refrigeració líquida" de 0,4 mm de gruix que transfereix la calor del processador al cos del telèfon. S'utilitza juntament amb les coixinets tèrmiques de grafit de l'anterior Galaxy S6.
Els dispositius Galaxy S7 inclouen 4 GB de RAM LPDDR4 i 32, 64 o 128 GB d'emmagatzematge intern (l'opció de 128GB és exclusiva de l'S7 Edge). L'emmagatzematge es pot ampliar externament mitjançant una targeta microSD, inserida a la safata SIM integrada al telèfon (amb models de doble SIM, si voleu fer servir dues targetes SIM alhora, o només una targeta SIM juntament amb una targeta microSD).
Els dispositius Galaxy S7 vénen amb un adaptador USB OTG inclòs a la caixa. Aquest adaptador pot funcionar de manera estàndard per connectar dispositius USB, com ara memòries flaix, perifèrics amb cable o similars, o bé es pot emprar amb l’aplicació "Smart Switch" de Samsung. Aquesta aplicació facilita la transferència de dades, continguts multimèdia i configuracions des d’un dispositiu Samsung Galaxy amb versió Android 4.3 o posterior, iPhones amb iOS 5 o posterior o dispositius BlackBerry amb BlackBerry OS 7 o versions anteriors.

### Sistema Operatiu

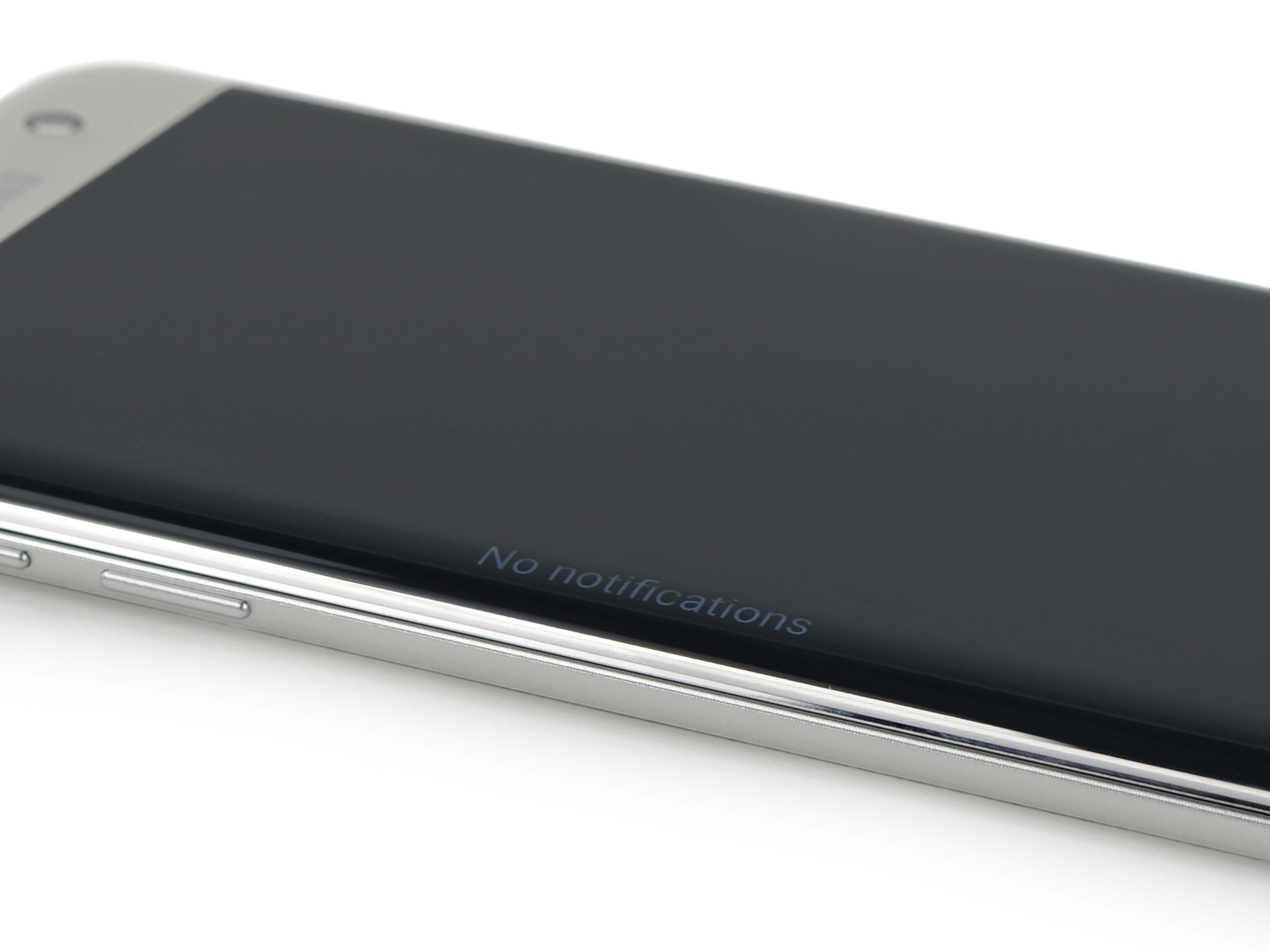
La funció de notificacions a la vora.

El Galaxy S7 vingué inicialment amb Android Marshmallow (6.0) i el paquet de programari Grace UX, propietat de Samsung. El nou Grace UX també permet a l'usuari desactivar el calaix d'aplicacions. Una nova funcionalitat de "pantalla sempre activa" mostra un rellotge, un calendari i notificacions a la pantalla quan el dispositiu està en espera. La pantalla s'apaga si el sensor de proximitat del dispositiu detecta que es troba en un espai tancat, com ara una butxaca. Samsung afirma que aquesta funció només consumeix un 0.5% de la capacitat de la bateria per hora.Els nous panells de widgets es poden mostrar a la vora de l'S7 Edge, en mides "Edge Single" o bé "Edge Single Plus" més amples. La funció "emmagatzematge adoptat" d'Android Marshmallow, la qual permet al sistema tractar la targeta microSD com si fos una part més de la memòria del sistema, està desactivada i no es pot utilitzar.
Una actualització de programari al setembre de 2016 va afegir compatibilitat amb Vulkan, una nova API de gràfics de baix nivell. El gener de 2017, Samsung va llançar una actualització a Android 7.0 "Nougat", que va substituir Grace UX pel paquet de programari Samsung Experience (introduït al Galaxy S8 ). A mitjans de 2018, l'S7 i l'S7 Edge van rebre Android 8.0 "Oreo", que va ser l'última versió important d'Android disponible per a la família S7. La sèrie Galaxy S7 va arribar al final de la seva vida útil a l'abril de 2020 amb el pegat de seguretat.
La interfície d'usuari de la funció de finestres múltiples, que permet mostrar diverses aplicacions compatibles simultàniament a la pantalla, tant com a pantalla dividida flexible com a finestra emergent flotant, és similar a la del Galaxy S6 precedent .

## Recepció
El Galaxy S7 rebé crítiques generalment positives, amb crítics que lloaren el retorn de la ranura per a targetes micro SD i la resistència a l'aigua, tot i conservar el disseny metàl·lic premium del Galaxy S6 anterior. El disseny del Galaxy S7 Edge, més gran, sigué especialment elogiat, ja que els seus costats corbats de l'S7 Edge s'utilitzen per "fer que el telèfon sigui molt més estret del que seria si tingués una pantalla plana. Això fa que tot el dispositiu sigui més petit i manejable. Això es fa evident quan es posa l'S7 Edge al costat d'altres telèfons amb pantalles de 5,5 polzades o similars" com l'iPhone 6s Plus (5,5 polzades) i el Google Nexus 6P (5,7 polzades). La qualitat de la càmera principal (posterior) s'ha millorat encara més, tot i la disminució de megapíxels de 16 MP a 12 MP, té píxels més grans d'1,4 micres i un enfocament encara més ràpid que el seu predecessor S6.
Hi hagué algunes crítiques al Galaxy S7, a causa de l'eliminació del suport MHL i l' IR Blaster del Galaxy S6, les aplicacions de reproductor de música i vídeo de stock han estat substituïdes pels equivalents en línia de Google Play, i la inclusió d'un port de càrrega micro USB en lloc d'un port USB tipus C. Alguns usuaris senyalen que també s'ha perdut la funció de Ràdio FM, la qual permetia escoltar la ràdio sense una connexió a internet.
La versió Exynos és més ràpida que la versió Qualcomm Snapdragon en multitasca. Hi ha una clara diferència, ja que la versió de Qualcomm no aconsegueix mantenir tantes aplicacions en segon pla i triga més a canviar entre aplicacions. No obstant això, la versió Snapdragon té un millor rendiment en aplicacions i jocs amb un ús intensiu de gràfics.
iFixit va donar a l'S7 una puntuació de reparabilitat de 3 sobre 10, assenyalant un ús excessiu de cola i panells de vidre, així com la gairebé impossibilitat de reparar certs components del dispositiu (com ara la placa base i altres components) sense treure la pantalla, que no està dissenyada per ser treta, i que "substituir el vidre sense destruir la pantalla és probablement impossible".

### Vendes
Entre el Samsung Galaxy S7 i el Samsung Galaxy S7 Edge, es vengueren aproximadament 100.000 dispositius en els dos dies posteriors al llançament oficial a Corea del Sud. El Galaxy S7 tingué entre 7 i 9 milions de comandes durant el seu primer mes. Es vengueren un total de 48 milions d'unitats només el 2016.
El Galaxy S7 Edge va ser el telèfon més popular de la línia de telèfons sud-coreans del 2016. El Galaxy J3, considerat un dispositiu d'entrada de gamma, va aconseguir el sisè lloc com el telèfon més popular del 2016. L'iPhone 6s va tenir uns 60 milions d'enviaments, mentre que el Galaxy S7 edge i altres telèfons de Samsung van aconseguir uns 25 milions d'enviaments.

## Problemes coneguts
En el moment del llançament, els vídeos gravats a altes velocitats d'imatge es van entretallar, i tant els models Exynos com Snapdragon van patir el problema. Una actualització de firmware següent afirmava que solucionava el "parpelleig de la reproducció de vídeo després de la gravació".
Algunes unitats S7 Edge tenen una línia rosa vertical que no es pot treure a la pantalla, que sembla aparèixer a l'atzar. Samsung ofereix reparacions/substitucions gratuïtes per a usuaris de Bèlgica, Països Baixos i Luxemburg (limitades a aquests) en garantia, sempre que la pantalla no estigui danyada externament.
És extremadament difícil reparar una pantalla trencada. Cal treure el panell AMOLED si l'usuari trenca la pantalla d'un Galaxy S7.
El 23 de setembre de 2016, el Samsung Galaxy S7 Edge d'una maquilladora va començar a treure fum en un saló de bellesa a Antipolo City, Rizal, Filipines. Samsung va dir que estaven investigant l'incident.

## Variants

### Galaxy S7

#### Models Samsung Exynos 8890
- SM-G930F (SIM única internacional)
- SM-G930FD (Doble SIM internacional)
- SM-G930W8 (Rogers sense fil)
- SM-G930S (Corea del Sud SK Telecom)
- SM-G930K (Corea del Sud KT)
- SM-G930L (Corea del Sud LG U+)

#### Models Qualcomm Snapdragon 820

##### Xina
- SM-G9300 (Desbloquejat)
- SM-G9308 (Xina Mobile)

##### Estats Units
El Galaxy S7 va ser el primer model de la sèrie Galaxy S a tenir un maquinari pràcticament idèntic en totes les seves variants als Estats Units. Per aquest motiu, la FCC va atorgar un únic ID de dispositiu (A3LSMG930US) a totes aquestes variants. Les diferències entre elles es limiten al programari/firmware i a algunes marques externes de poca rellevància.
- SM-G930U (Desbloquejat)
- SM-G930A (AT&T)
- SM-G930V (Verizon Wireless)
- SM-G930AZ (Cricket sense fil)
- SM-G930P (Sprint)
- SM-G930T (T-Mobile EUA)
- SM-G930R4 (mòbil dels EUA)
- SM-G930VL (TracFone)

### Galaxy S7 Edge

#### Model Samsung Exynos 8890
- SM-G935F (Sim única internacional)
- SM-G935FD (Sim dual internacional)
- SM-G935W8 (Canadà)
- SM-G935S (Corea del Sud SK Telecom)
- SM-G935K (Corea del Sud KT)
- SM-G935L (Corea del Sud LG U+)

#### Model Qualcomm Snapdragon 820
- SM-G9350 (model obert de la Xina, Hong Kong)
- SM-G935V (Verizon Wireless)
- SM-G935A (AT&T)
- SM-G935P (Sprint)
- SM-G935T (T-Mobile EUA)
- SM-G935U (Desbloquejat)
- SM-G935R4 (mòbil dels EUA)
- SC-02H (NTT DoCoMo)
- SCV33 (KDDI au)

### Galaxy S7 Actiu

#### Model Qualcomm Snapdragon 820
- SM-G891A (AT&T)